# Sometimes You Can't Make It on Your Own
"Sometimes You Can't Make It on Your Own" é uma canção da banda de rock irlandesa U2. É a terceira faixa e segundo single do álbum How to Dismantle an Atomic Bomb (2004), sendo lançada em 7 de fevereiro de 2005. Foi produzida por Chris Thomas, com produção adicional de Steve Lillywhite e Nellee Hooper. As letras da canção foram inspiradas por Bono, na temática de sua relação pessoal com seu falecido pai, Bob Hewson, que veio a falecer de câncer, em agosto de 2001. O vídeo da música foi filmado em Cedarwood Road, Irlanda.
"Sometimes You Can't Make It on Your Own" foi bem recebido pela crítica, estando entre nas dez primeiras posições de 9 países. A canção ganhou dois Prémios Grammy, para "Melhor Performance de Rock por um Duo ou Grupo com Vocais" e de "Canção do Ano" em 2006. A canção fez sua estreia ao vivo durante a turnê Vertigo Tour, sendo tocada geralmente na metade dos concertos, e executada na maioria de todos os shows. A canção foi utilizada no quarto episódio da segunda temporada, "The New Era", da série de televisão estadunidense The O.C., em 2004, e também foi destaque no oitavo episódio da segunda temporada, "I See Me, I.C.U.", da série de televisão Ugly Betty.

## Antecedentes e inspiração
Já nas gravações do álbum anterior, All That You Can't Leave Behind (2000), Bono tinha conhecimento que seu pai estava prestes a falecer de câncer, na época. Decorrente disso, o vocalista escreveu a canção em homenagem a seu pai, Bob Hewson. Bono cantou a música em seu funeral. O vídeo para a canção começa com uma nota de Bono sobre seu pai, dizendo: "Eu gostaria de ter lhe conhecido melhor". No dia 21 de agosto de 2001, 11 dias antes da apresentação da banda no Castelo de Slane, gravada dia 1 de setembro de 2001 — um dos destaques da turnê mundial Elevation Tour — Bob Hewson veio a falecer, aos 75 anos. Bono trouxe a canção à tona, cantando a canção em seu funeral. Também afirmou: "Eu cantava 'Sometimes You Can't Make It on Your Own' no funeral do meu pai", sendo enterrado no Cemitério Old Balgriffin, no Condado de Dublin.

## Escrita e gravação
"É muito difícil quando as pessoas se referem à uma das nossas músicas antigas e dizem: Vocês podem escrever outra canção tão boa quanto 'Where the Streets Have No Name' ou 'One'? É a esse tipo de música que as pessoas se referem, mas eu acho que em Atomic Bomb, temos algumas canções tão boas quanto essas, talvez até melhores".

— The Edge, a respeito da canção.
Inicialmente, o título da faixa foi dado como "Tough", referindo-se à personalidade de seu pai, querendo dizer "valente", "difícil" ou até mesmo, "durão", afirmando que era deste jeito que Bono enxergava seu pai. Nas palavras de Bono, dizendo: "Irlandês, possuia um grande cinismo a respeito do mundo e das pessoas, porém, era muito bonito e engraçado ouví-lo falar sobre isso".
Bono trabalhou na canção com objetivo de lançá-la no álbum Leave Behind, transformando-se em "Sometimes You Can't Make It on Your Own" durante àquelas sessões de gravação. Entretanto, a canção não estava pronta, visto que na época, a banda tinha um prazo com a gravadora a lançar o álbum no período determinado, deixando-a de lado até então. Sua filosofia toda era: 'Não sonhe. Sonhador é ser desiludido'. Um homem da classe trabalhadora que amava ópera, e que tinha deixado alguma coisa de sua bela voz de tenor para o seu filho".
Quando o grupo começou a trabalhar em seu álbum, a partir de novembro de 2003, eles deram continuação à "Sometimes You Can't Make It on Your Own" para Atomic Bomb. O guitarrista The Edge, não gostava dos acordes da canção na guitarra, sendo construída em uma seqüência de rock tradicional, sentindo um exagero óbvio. Ele tentou dar uma ampliada, no entanto, fez soar como os Beatles, e não fazia o que era necessário para a melodia. O produtor musical, Daniel Lanois, trabalhou apenas no início da canção. Fazendo uma análise bastante crítica, enquanto Steve Lillywhite observava que a canção não possuia um bom refrão. Com o passar das sessões, o grupo por fim, conseguiu introduzir uma seção de falsete, dando uma marca característica própria para a faixa.

## Lançamento

Versão alternativa da capa do CD single.

Singles promocionais foram lançados no início de 2005. As versões em CD e DVD foram lançadas. A promoção do CD de 3 polegadas incluía uma versão de "Sometimes You Can't Make it on Your Own" (Radio Edit 96 BPM) e uma versão mixada da canção "Fast Cars", por Jacknife Lee, ambos lançados na Holanda e Alemanha. A faixa foi lançada internacionalmente como segundo single do álbum, sucessora da canção "Vertigo".
Está inserida no segundo disco de Atomic Bomb, contendo uma performance em estúdio e uma versão títulada de "Acoustic Couch Mix". tanto no álbum U218 Singles (2006) quanto no seu DVD homônimo, U218 Videos (2006), e na coletânea Medium, Rare & Remastered (2009), na versão alternativa.

### B-sides
Quatro B-sides foram lançados em todas as versões em CD. "Fast Cars" (Jacknife Lee Remix) foi remixada por Jacknife Lee, sendo escrito por Bono e The Edge. O maxi-single incluía o lançamento do B-side "Ave Maria", cover da canção do compositor Franz Schubert, gravada em um dueto de Bono e Luciano Pavarotti (este, cantando na língua italiana), e a canção "Vertigo (Redanka Power Mix)", escrita por Bono e The Edge. A versão do CD single lançada no Japão incluía as seis versões da canção, incluindo um remix de "Vertigo", por Trent Reznor. O DVD single inclui vídeos musicais de várias canções, o vídeo no Hanover Quay Studios (HQ) e versão em estúdo de "Sometimes You Can't Make It on Your Own"; a versão de vídeo e versão de Trent Reznor, da canção "Vertigo".

### Vídeo da música

Screenshot do vídeo da canção, com Bono andando pelas ruas da cidade de Cedarwood Road, na Irlanda.

O vídeo da canção foi dirigida por Phil Joanou, que já havia colaborado com a banda, para o filme em Rattle and Hum (1988), e o vídeo da canção "If God Will Send His Angels" (1997), produzido por Ned O'Hanlon. Filmado inteiramente em Dublin, nas primeiras imagens, mostram Bono andando em Cedarwood Road, a rua onde ele morava com sua família como uma criança; e depois de chegar ao Teatro Gaiety, onde espera para os outros componentes. A cena foi filmada no interior do teatro Dublin, sendo uma homenagem ao pai de Bono, um grande amante de ópera. A primeira transmissão ocorreu na semana de 21 de fevereiro de 2005.
Ao início do vídeo, uma mensagem diz:
| “ | "Meu pai Bob trabalhava na agência postal durante o dia e escutava ópera durante a noite. Viveu no lado norte de Dublin, em um lugar chamado Cedarwood Road. Ele tinha muita atitude. Ele deu alguns para mim – e uma voz". | ” |

## Recepção da crítica

### Recepção
| Críticas profissionais | Críticas profissionais |
| Avaliações da crítica  | Avaliações da crítica  |
| Fonte                  | Avaliação              |
| ---------------------- | ---------------------- |
| Allmusic               | [ 18 ]                 |
| Amazon.com             | [ 19 ]                 |
| Sputnikmusic           | [ 20 ]                 |

Alexis Petridis, do The Guardian, disse que a canção "é um grande hino afetuoso" ao falecido pai do vocalista, "recuando a parte do sentimentalismo", repetindo as palavras ditas por Bono: "'Você é a razão que me faz cantar', que oferece, antes de acrescentar, espirituosamente, 'Você é a razão ópera estar em mim'". Rob Sheffield, da Rolling Stone, publicou que "aos ouvintes do álbum, seria incitado a refletir sobre a morte...", referindo-se ao tema da canção. Rob também refere-se a Bono, falando que "sua tristeza e sua grandiosidade parecem vir do mesmo lugar em seu coração. É um lembrete de que, o que faz a banda ser tão grande não seriam suas ideias inteligentes, ou até mesmo a sua inteligência — mas sim, o calor que muito poucas estrelas do rock têm, transformando este sentimento em música".
Em uma crítica não muito favorável do álbum, Amanda Petrusich da Pitchfork Media, chama a canção de "super-sentimental". Barry Walsh, da Slant Magazine, publicou dizendo que "'Vertigo' é seguido por duas trilhas deslumbrantes — refererindo-se a 'Miracle Drug' e 'Sometimes You Can't Make It on Your Own' — que não explodem tanto nos alto-falantes — particularmente este último, com o seu belo coro falsete, as notas atingem o coração". A Sputnikmusic, fez uma crítica bastante positiva, dizendo: "Embora que seja improvável que a banda escreva uma canção tão imbuído de beleza e genuinamente emocional como 'One', esta canção se aproxima do que a maioria nunca vai fazer [...] construída em torno de um carrilhão de The Edge", e finaliza dizendo: "É um dos melhores momentos do álbum, que irrompe em plena potência do rock, erguendo-o a um nível totalmente novo".

### Desempenho comercial
"Sometimes You Can't Make It on Your Own" esteve no top 10 de 9 países. Ficou por 6 semanas nas paradas musicais da Noruega, alcançando a posição de número 6, e na Holanda, ficou por 20 semanas nas paradas, atingindo a quinta posição. Na Hungria, alcançou a posição de número 3, obtendo a mesma colocação na Irlanda. Alcançou a posição de número 2 nas paradas musicais da Dinamarca e da Itália, permanecendo por 14 e 15 semanas, respectivamente. A canção conseguiu alcançar a posição de número 1 em três países: No Canadá, na Espanha, onde permaneceu por 19 semanas, e no Reino Unido, onde ficou no Top 40 durante 9 semanas. Em contra-partida, apesar de estar incluída em três paradas musicais da Billboard dos Estados Unidos, não obteve um bom ranking, chegando na posição de número 99 na Hot 100, posição de número 29 na Alternative Songs, e a posição de número 15 na Adult Pop Songs.

## Prémios
"Sometimes You Can't Make It on Your Own" foi nomeado a dois prémios, ganhando o Prémio Grammy de 2006 para as categorias de "Melhor Performance de Rock por um Duo ou Grupo com Vocais" e para "Canção do Ano".
No prémio de "Melhor Performance de Rock por um Duo ou Grupo com Vocais", a banda concorreu com as canções "Speed of Sound", da banda britânica Coldplay; com a canção "Best of You" do grupo estadunidense Foo Fighters; a canção "Do You Want To", da banda escocesa Franz Ferdinand e a canção "All These Things That I've Done", do grupo estadunidense The Killers. No prémio de "Canção do Ano", o U2 concorreu com as canções "We Belong Together" por Mariah Carey; a canção "Bless the Broken Road" performado pela banda Rascal Flatts; a canção "Devils & Dust" por Bruce Springsteen e a canção "Ordinary People" por John Legend.
| Prémios       | Prémios                                                   | Prémios   | Prémios |
| Prêmio        | Categoria                                                 | Resultado |         |
| ------------- | --------------------------------------------------------- | --------- | ------- |
| Prémio Grammy | Melhor Performance de Rock por um Duo ou Grupo com Vocais | Venceu    |         |
| Prémio Grammy | Canção do Ano                                             | Venceu    |         |

## Performances ao vivo

Performance da canção durante a Vertigo Tour, no Estádio Camp Nou, Barcelona, em julho de 2005.

"Sometimes You Can't Make It on Your Own" estreou em 28 de março de 2005, no Valley View Casino Center, sitiada na Califórnia, nos Estados Unidos, durante a turnê Vertigo Tour, sendo executada pela última vez em 30 de novembro de 2006, no Saitama Super Arena, sitiada em Saitama, Japão. Ao todo, a canção foi executada em 43 concertos da turnê, sendo uma das principais canções de Atomic Bomb incluídas no setlist. Desde então, "Sometimes You Can't Make It on Your Own" não foi tocada durante os concertos da turnê U2 360° Tour.
A canção foi incluída no extended play (EP) Live from Under the Brooklyn Bridge (2004), em um concerto "surpresa" sob a ponte do Brooklyn, no Empire-Fulton Ferry State Park. As performances ao vivo da canção aperecem no filme-concerto Vertigo 2005: Live from Chicago (2005) e Vertigo 05: Live from Milan (2006).

## Lista de faixas
- CD

1. "Sometimes You Can't Make It on Your Own" (Radio Edit) – 4:51
2. "Fast Cars" (Jacknife Lee Mix) – 3:28
3. "Ave Maria" – (Jacknife Lee Mix)
4. "Vertigo" (Redanka Remix) – 7:34
5. "Vertigo" (Trent Reznor Remix) – 3:38

- DVD

1. "Sometimes You Can't Make It on Your Own" (Live from Hanover Quay Studios) – 5:15
2. "Vertigo" (Video) – 3:11
3. "Sometimes You Can't Make It on Your Own" (Album Version) – 5:05
4. "Vertigo" (Trent Reznor Remix) – 3:38

## Paradas e posições
| País/Parada (2005)                  | Melhor posição |
| ----------------------------------- | -------------- |
| Alemanha (Media Control Charts)     | 23             |
| Austrália (ARIA Charts)             | 19             |
| Áustria (Ö3 Austria Top 40)         | 25             |
| Bélgica (Ultratop 50 Flanders)      | 31             |
| Bélgica (Ultratop 40 Valônia)       | 32             |
| Canadá (Canadian Hot 100)           | 1              |
| Dinamarca (Hitlisten)               | 2              |
| Espanha (PROMUSICAE)                | 1              |
| Estados Unidos (Adult Pop Songs)    | 15             |
| Estados Unidos (Alternative Songs)  | 29             |
| Estados Unidos (Hot 100)            | 99             |
| Finlândia (Suomen virallinen lista) | 11             |
| França (SNEP)                       | 60             |
| Hungria (Single Top 10 Lista)       | 3              |
| Irlanda (IRMA)                      | 3              |
| Itália (FIMI)                       | 2              |
| Noruega (VG-lista)                  | 6              |
| Nova Zelândia (Recorded Music NZ)   | 12             |
| Países Baixos (MegaCharts)          | 5              |
| Reino Unido (UK Singles Chart)      | 1              |
| Suécia (Sverigetopplistan)          | 24             |
| Suíça (Schweizer Hitparade)         | 39             |

| País/Parada (2005)   | Melhor posição |
| -------------------- | -------------- |
| Espanha (PROMUSICAE) | 10             |

## Pessoal
| U2 - Bono – vocal - The Edge – guitarra, vocal de apoio, teclado - Adam Clayton – baixo - Larry Mullen Jr. – bateria, percussão | Técnica - Produção –Chris Thomas - Produção adicional – Steve Lillywhite, Nellee Hooper - Gravação – Carl Glanville - Assistência – Chris Heaney - Mixagem – Nellee Hooper - Engenharia de mixagem – Simon Gogerly, Greg Collins - Programação – Fabien Waltmann - Engenharia de mixagem adicional – Simon Osbourne - Assistência de engenharia de mixagem – Ian Rossifer |